# Monica Contrafatto
Monica Contrafatto, née le 9 mars 1981 à Gela, est une athlète handisport italienne.

## Biographie
Née en Sicile, elle tombe amoureuse des Bersagliers lorsqu'elle est enfant. Elle s'enrôle dans l'armée en 2006, fait sa première mission en Afghanistan en 2009 et, devenue cheffe d'état-major dans l'armée italienne, elle perd sa jambe, une partie de son intestin et d'une de ses mains dans une explosion lors d'une mission dans la province de Farâh en Afghanistan en mars 2012. Pour avoir tenté d'aider ses camarades, elle reçoit la médaille de la valeur militaire mais doit mettre fin à sa carrière militaire. Alors qu'elle est en rééducation à l'hôpital, elle découvre le handisport et sa compatriote Martina Caironi gagner le 100 m T42 aux Jeux paralympiques d'été de 2012.
Elle fait ses débuts en tant qu'athlète handisport lors des Championnats du monde d'athlétisme handisport 2015 où elle termine 5e du 100 m. Aux Jeux paralympiques d'été de 2016 à Rio de Janeiro l'année suivante, elle remporte la médaille de bronze du 100 m T42 en 16 s 30. Aux Championnats d'Europe handisport à Grosseto, elle finit médaillée de bronze du 100 m T42.
L'année suivante, elle finit 2e sur la même distance aux Championnats du monde d'athlétisme handisport 2017 à Londres.
Lors des Championnats d'Europe handisport à Berlin en 2018, elle remporte la médaille d'argent du 100 m T42 en 15 s 61 derrière sa compatriote Martina Caironi. La même année, aux Jeux Invictus à Sydney, elle est médaillée d'or du 100 m T42.
Aux Jeux paralympiques d'été de 2020, elle monte sur la troisième marche du podium du 100 m T64 derrière ses compatriotes Ambra Sabatini et Martina Caironi. Les trois athlètes italiennes réalisent le seul triplé des Jeux.

## Œuvre
- (it) Non sai quanto sei forte, Mondadori, 2018, 168 p. (ISBN 978-88-04-68109-0, lire en ligne)[10]

## Distinctions
- Ordre du Mérite de la République italienne[2]

## Palmarès

### Jeux paralympiques
- Jeux paralympiques d'été de 2016 à Rio de Janeiro ( Brésil) :
  -  médaille de bronze du 100 m T42
- Jeux paralympiques d'été de 2020 à Tokyo ( Tokyo) :
  -  médaille de bronze du 100 m T42

### Championnats du monde
- Championnats du monde 2015 à Doha ( Qatar) :
  - 5e du 100 m T42
- Championnats du monde 2017 à Londres ( Royaume-Uni) :
  -  médaille d'argent du 100 m T42
- Championnats du monde 2019 à Dubaï ( Émirats arabes unis) :
  -  médaille d'argent du 100 m T63

### Championnats d'Europe
- Championnats d'Europe d'athlétisme handisport 2018 à Amsterdam ( Pays-Bas) :
  -  médaille de bronze du 100 m T42
- Championnats d'Europe d'athlétisme handisport 2018 à Berlin ( Allemagne) :
  -  médaille d'argent du 100 m T42